# PEAR
PHP ekstenzija i aplikacioni repozitorijum ili PEAR (PHP Extension and Application Repository) je repozitorijum PHP softverskog koda. Stig S. Bakken je osnovao PEAR projekat 1999. godine da bi promovisao rejuzabilnost koda koji apstrahuje slične funkcije. Projekat teži da omogući strukturne biblioteke koda, održi sistem za distribuiranje koda i za upravljanje paketima koda i da promoviše standardni stil kodiranja. PEAR projekat ima PEAR grupu koja služi kao upravno telo i vodi računa o administrativnim zadacima. Svaki PEAR paket obuhvata nezavisan projekat ispod paravana PEAR-a, koji ima sopstveni razvojni tim, kontrolu verzije i dokumentaciju. 

## PEAR paketi
PEAR paket je distribuiran kao gzip-ovan tar fajl. Svaka arhiva se sastoji od izvornog koda napisanog u PHP-u, obično u objektno - orijentisanom stilu. Mnoge PEAR pakete programeri mogu korisiti odmah kao običan "third party" kod pomoću jednostavne include PHP direktive. Elegantnije, menadžer PEAR paketa koji podrazumevano dolazi sa PHP-om se može iskoristiti za instalaciju PEAR paketa, tako da dodatna fukcionalnost koju paket omogućuje izgleda kao integrisani deo PHP instalacije. Za razliku od CPAN arhiva na koje se PEAR ugledao, PEAR paketi nemaju implicitnu zavisnost, tako da se mesto paketa u drvetu PEAR paketa ne vezuje za zavisnost koda. Ipak, PEAR paketi moraju ekspilitno da deklarišu sve zavisnosti sa drugim PEAR paketima.
PEAR bazne klase sadrže kod za simulaciju objektno - orijentisanih desktuktora
i upravljanje greškama. Postoje paketi za mnoge bazne PHP funkcije, uključujući validaciju, veb keš, pristup bazi podataka, enkripciju, konfiguraciju, HTML, veb servis i XML.

## Menadžer PEAR paketa
Menadžer PEAR paketa omogućuje standardizovan način za instalaciju, deinstalaciju ili "upgrade" sa PECL ekstenzijama. Pre instalacije paketa može dobiti instrukcije da vodi računa o zavisnosti paketa, da bi svi dodatni potrebni paketi takođe bili instalirani.
Menadžer PEAR paketa se pokreće iz komandne linije koristeći pear komandu. Dakle, obično samo server administrator može da izmeni instaliranu bazu PEAR i PECL ekstenzija. Za PHP instalacije koje su pokrenute na Linuxu, podrazumeva se da je menadžer PEAR paketa  spreman za upotrebu, ali na Windowsu je dostupan samo nakon što se pokrene batch fajl go-pear.bat.

## PECL
PECL (eng. PHP Extension Community Library) je konceptualno vrlo sličan PEAR-u, i zaista, PECL moduli su instalirani sa menadžerom PEAR paketa.  PECL ekstenzije rade efikasnije nego PEAR paketi. PECL uključuje module za XML parsiranje, pristup dodatnim bazama podataka, "mail-parsing", uključivanje Perl-a ili Pajton-a u PHP skriptove i za kompilaciju PHP skriptova. PECL se razvio od PEAR projekta oktobra 2003. godine. Prvobitno je nazvan PEAR Extension Code Library, ali sada funkcioniše nezavino od PEAR-a.
PECL ekstenzije su dokumentovane uz standardne ekstenzije unutar PHP uputstva, pa ne postoji posebno uputstvo za PECL ekstenzije. Takođe, nekoliko ekstenzija je počelo svoj ciklus razvijanja u PECL-u i završilo u jezgru (distribuirani PHP iyvorni kod), i u mnogim od ovih slučajeva PECL verija nije bila održavana.

## Spoljašnje veze
- The PEAR Project